# Facely Konaté
Pour les articles homonymes, voir Konaté.
Facely Konaté né le 28 janvier 1991 à Conakry en république de Guinée, est un journaliste et communicant guinéen,.
Directeur de la radio Espace Forêt de 2018 à 2022. Et depuis cette date, directeur régional du Groupe Hadafo Médias à Nzérékoré.

## Biographie
Facely Konaté est le fils d´un père douanier et d'une mère enseignante. Il grandit dans une famille de sept enfants dont il est le sixième.

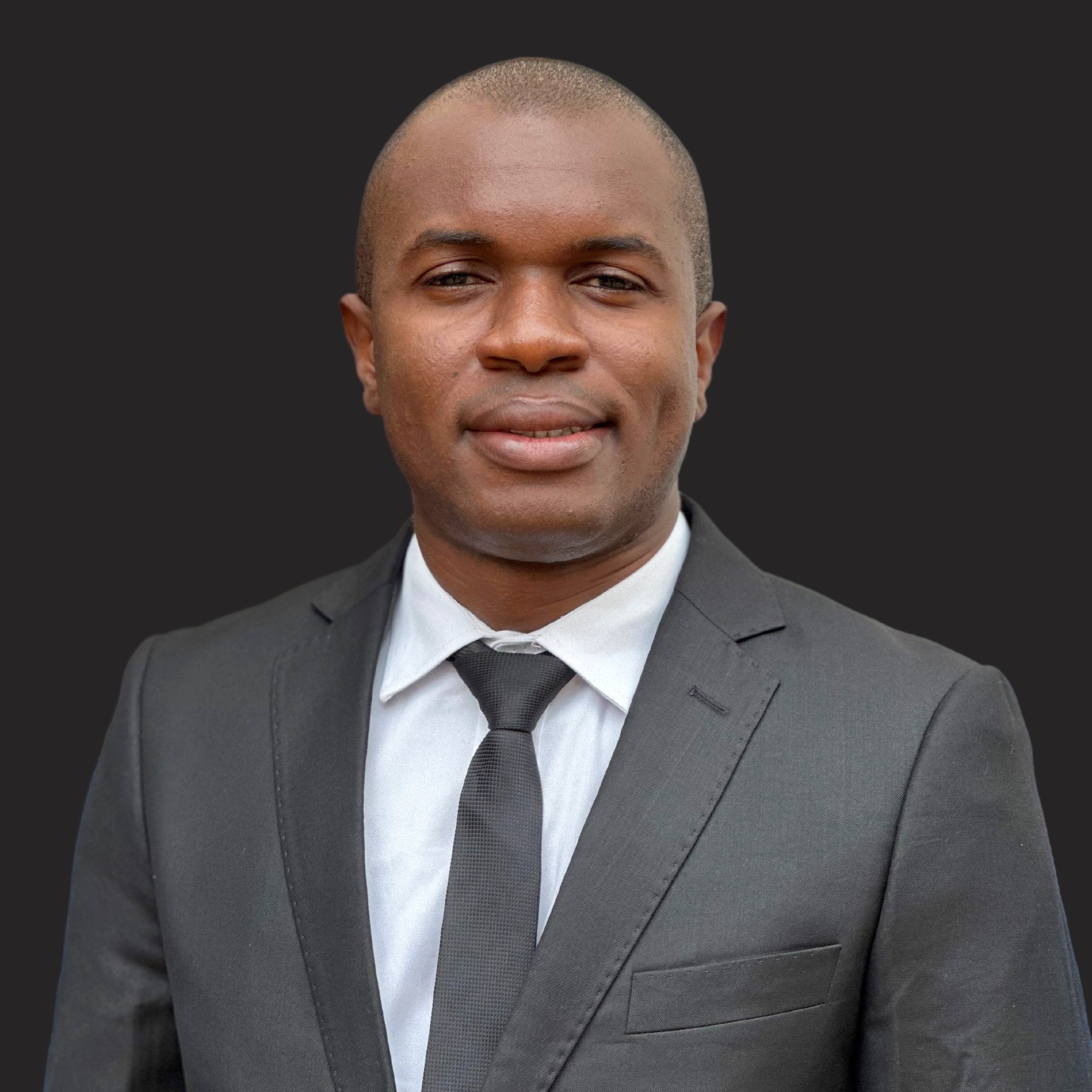

## Etudes
Facely a fait ses études primaires à l’école primaire Kindia 5 à Kindia, l'école primaire Dramé Oumar à Nzérékoré et l'école primaire Kissi Kaba Keita à Kissidougou où il décroche son certificat d'études élémentaires en 2004. Il entame son cycle secondaire au collège Ernesto Che Guevara à Kissidougou pour la septième année puis au collège Gonia jusqu'à l'obtention du brevet d'études du premier cycle en 2008 et le lycée Félix Roland Moumié à Nzérékoré où il décroche son baccalauréat en 2011. Facely est orienté a l’Institut Supérieur des Arts de Guinée (ISAG) de Dubréka pour des études de critique cinéma d'où il réussit son diplôme de licence en 2014.
Entre janvier 2020 et décembre 2021, il suit des cours de journalisme multimédia en ligne avec advanced learning interactive systems online (ALISON) d'Irlande.

## Parcours professionnel
Pendant ses études universitaire en 2013, Facely fait des stages à la radio Familia FM à Conakry puis à la radio Zaly Liberté FM de Nzérékoré. Après ses études, il revient à Zaly Liberté FM où il deviendra le rédacteur en chef de novembre 2015 à octobre 2017. Parallèlement, il est de 2014 à 2018, chef bureau de la Guinée Forestière pour le site d’informations Guinéenews.org à Nzérékoré et de 2015 à 2017, correspondant régional de la radio Espace FM Guinée.
En avril 2018, la Radio Espace Forêt  est lancer et il devient le directeur de la radio jusqu'en février 2022, avant de devenir le directeur régional du Groupe Hadafo Médias à Nzérékoré. Il crée son agence de communication dimio communication en 2019[réf. souhaitée].
En 2020, il devient le vice-président de l’association des professionnels de médias de la Guinée Forestière (APROMED). Entre décembre 2020 et novembre 2021, Facely est consultant et contributeur à International Center for Journalists (en) (ICFJ).
En juillet 2022, il rejoint reporters sans frontières où il est membre du conseil d'administration depuis juin 2023,,,.

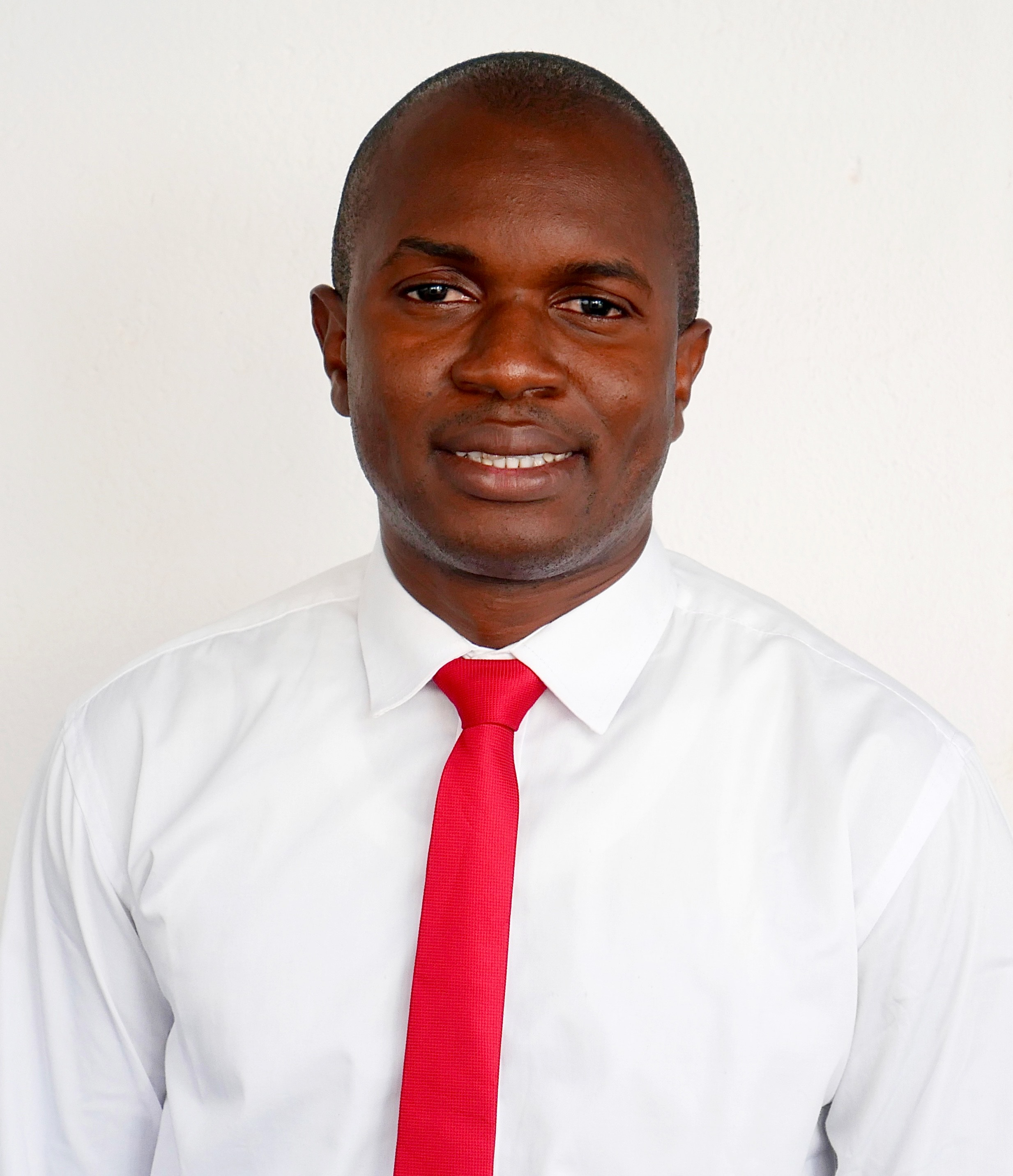

## Prix et reconnaissance
- 2019 : Nommé aux J Awards, catégorie médias[13]
- 2020 : Figure parmi les 10 finaliste de la « Bourse Ghislaine Dupont et Claude Verlon » de RFI, sélectionnés sur 248 candidats de 25 nationalités, dans la catégorie Jeune Journaliste.
- 2024 ː Prix d’excellence du journalisme décerné par le Centre international pour les journalistes (ICFJ) et l’Ambassade des États-Unis en Guinée dans la catégorie « Rédaction éditoriale »[14].
- 2025 ː Prix MILA des Arts Associés lors de la 8ème édition du Meeting International du Livre et des Arts Associés (MILA)[14].

## Vie privée
Facely Konaté est marié depuis 2019 à Maladho Diallo et père d'une fille,.

## voir aussi
- Lamine Guirassy
- Jacques Lewa Leno
- Radio Espace Forêt